# Nikola Đurišić
Nikola Đurišić (serbisch-kyrillisch Никола Ђуришић; * 23. Februar 2004 in Gent) ist ein serbischer Basketballspieler.

## Werdegang
Seine Eltern waren Leistungssportler: Mutter Vesna Čitaković Đurišić spielte Volleyball, Vater Duško Đurišić war Berufsfußballspieler. Nikola Đurišić lebte als Kind zeitweise in Belgien, in Italien, in der Türkei und in Deutschland, ab dem achten Lebensjahr wuchs er in Serbien auf. Sein Onkel Perica Đurišić war als Basketballtrainer beim Verein KK Put Belgrad tätig und brachte seinen Neffen mit dieser Sportart in Berührung, nachdem Đurišić zuvor Fußball, Karate, Tennis und Judo ausgeübt hatte.
2017 wechselte er zum KK Mega Basket, spielte in der Nachwuchsabteilung des Vereins. Seine ersten Schritte im Erwachsenenbereich unternahm Đurišić in der Saison 2020/21 als Leihspieler beim serbischen Erstligisten OKK Belgrad. 2021 wurde er in die Profimannschaft von KK Mega Basket aufgenommen, mit der er fortan in der Adriatischen Basketballliga antrat.
Đurišić wurde beim NBA-Draftverfahren 2024 von der Mannschaft Miami Heat ausgewählt, seine Rechte wurden danach an die Atlanta Hawks abgegeben.

### Nationalmannschaft
Đurišić nahm 2019 an der U16-Europameisterschaft und 2021 an der U19-Weltmeisterschaft teil. Im November 2021 wurde er von Trainer Svetislav Pešić in Serbiens Herrennationalmannschaft berufen, Ende Februar 2022 bestritt er sein erstes A-Länderspiel.